# Hai Bà Trưng (quận)
Hai Bà Trưng là một quận trung tâm của thành phố Hà Nội, Việt Nam.

## Địa lý
Quận Hai Bà Trưng nằm ở trung tâm thành phố Hà Nội, có vị trí địa lý:
- Phía đông giáp quận Long Biên với ranh giới là sông Hồng
- Phía tây giáp quận Đống Đa với ranh giới là đường Lê Duẩn và đường Giải Phóng, và quận Thanh Xuân với ranh giới là đường Giải Phóng và phố Vọng
- Phía nam giáp quận Hoàng Mai
- Phía bắc giáp quận Hoàn Kiếm với ranh giới là các phố Vạn Kiếp, Trần Hưng Đạo, Hàn Thuyên, Lê Văn Hưu, Nguyễn Du.

Quận có diện tích 9,2 km². Dân số năm 2018 là 318.000 người.

## Lịch sử
Quận Hai Bà Trưng nằm trên nền đất xưa vốn thuộc các tổng Hậu Nghiêm (sau đổi là Thanh Nhàn), Tả Nghiêm (sau đổi là Kim Liên), Tiền Nghiêm (sau đổi là Vĩnh Xương), huyện Thọ Xương, một số tổng của huyện Thanh Trì và vùng thái ấp của thượng tướng Trần Khát Chân từ Ô Cầu Dền (đầu đường Trần Khát Chân) đi xuống hết Bạch Mai, tới các phường có tên Mai (Mai Động, Tương Mai nay thuộc quận Hoàng Mai). Trước năm 1961, địa bàn quận cùng với Bạch Mai, Mai Động, Hoàng Mai đều thuộc khu vực nội thành Hà Nội và quận VII.
Năm 1961, địa bàn quận trở thành khu Hai Bà Trưng. Tháng 6 năm 1981, khu phố Hai Bà Trưng chuyển thành quận Hai Bà Trưng, gồm 22 phường: Bạch Đằng, Bách Khoa, Bạch Mai, Bùi Thị Xuân, Cầu Dền, Đống Mác, Đồng Nhân, Đồng Tâm, Giáp Bát, Lê Đại Hành, Minh Khai, Ngô Thì Nhậm, Nguyễn Du, Phạm Đình Hổ, Phố Huế, Quỳnh Lôi, Quỳnh Mai, Thanh Lương, Thanh Nhàn, Trương Định, Tương Mai, Vĩnh Tuy.
Ngày 13 tháng 10 năm 1982, thành lập phường Mai Động trên cơ sở thôn Mai Động và xóm Mơ Táo của xã Hoàng Văn Thụ thuộc huyện Thanh Trì. Ngày 14 tháng 3 năm 1984, chia phường Giáp Bát thành 2 phường: Giáp Bát và Tân Mai. Ngày 26 tháng 10 năm 1990, chuyển xã Hoàng Văn Thụ thuộc huyện Thanh Trì về quận Hai Bà Trưng quản lý và chuyển thành phường Hoàng Văn Thụ.
Đầu năm 2003, quận Hai Bà Trưng có 25 phường: Bạch Đằng, Bách Khoa, Bạch Mai, Bùi Thị Xuân, Cầu Dền, Đống Mác, Đồng Nhân, Đồng Tâm, Giáp Bát, Hoàng Văn Thụ, Lê Đại Hành, Mai Động, Minh Khai, Ngô Thì Nhậm, Nguyễn Du, Phạm Đình Hổ, Phố Huế, Quỳnh Lôi, Quỳnh Mai, Tân Mai, Thanh Lương, Thanh Nhàn, Trương Định, Tương Mai, Vĩnh Tuy.
Tháng 1 năm 2004, 5 phường: Tương Mai, Tân Mai, Mai Động, Giáp Bát, Hoàng Văn Thụ chuyển sang trực thuộc quận Hoàng Mai. Đến cuối năm 2019, quận Hai Bà Trưng có 20 phường: Bạch Đằng, Bách Khoa, Bạch Mai, Bùi Thị Xuân, Cầu Dền, Đống Mác, Đồng Nhân, Đồng Tâm, Lê Đại Hành, Minh Khai, Ngô Thì Nhậm, Nguyễn Du, Phạm Đình Hổ, Phố Huế, Quỳnh Lôi, Quỳnh Mai, Thanh Lương, Thanh Nhàn, Trương Định, Vĩnh Tuy.
Ngày 1 tháng 3 năm 2020, sáp nhập phường Bùi Thị Xuân và một phần diện tích và dân số của phường Ngô Thì Nhậm vào phường Nguyễn Du; sáp nhập phần còn lại của phường Ngô Thì Nhậm vào phường Phạm Đình Hổ. Ngày 1 tháng 1 năm 2025, sáp nhập phường Đống Mác vào phường Đồng Nhân; sáp nhập phường Quỳnh Lôi vào phường Bạch Mai; giải thể phường Cầu Dền, địa bàn sáp nhập vào các phường Bách Khoa và Thanh Nhàn.
Quận Hai Bà Trưng có 15 phường như hiện nay.

## Các địa điểm nổi tiếng
- Vincom City Towers
- Hồ Thiền Quang
- Công viên Thống Nhất
- Công viên Tuổi Trẻ
- Chợ Hôm
- Chợ Mơ
- Chùa Liên Phái
- Đình Đại
- Chợ Giời (Hà Nội)
- Nhà tang lễ Bộ Quốc phòng
- Bệnh viện Trung ương Quân đội 108
- Bệnh viện Hữu Nghị
- Sân vận động Bách Khoa
- Cầu Vĩnh Tuy
- Cảng Phà Đen
- Cảng Hà Nội
- Đền Hai Bà Trưng
- Nhà máy Dệt 8-3
- Times City
- Nhà thờ Hàm Long
- Nhà hát Tuổi Trẻ
- Chùa Đức Viên
- Đài Truyền hình Kỹ thuật số VTC
- Cung Văn hoá Thể thao Thanh niên Hà Nội
- Rạp Xiếc Trung ương
- Đại học Bách khoa Hà Nội
- Đại học Kinh tế Quốc dân
- Trường Đại học Xây dựng Hà Nội

## Hành chính
Quận Hai Bà Trưng có 15 phường trực thuộc, gồm: Bách Khoa, Bạch Đằng, Bạch Mai, Đồng Nhân, Đồng Tâm, Lê Đại Hành, Minh Khai, Nguyễn Du, Phạm Đình Hổ, Phố Huế, Quỳnh Mai, Thanh Lương, Thanh Nhàn, Trương Định, Vĩnh Tuy.
| Tên         | Diện tích (km²) | Dân số (người)2022 | Mật độ dân số (người/km²) |
| ----------- | --------------- | ------------------ | ------------------------- |
| Phường (15) |                 |                    |                           |
| Bách Khoa   | 0,66            | 20.773             | 31.474                    |
| Bạch Đằng   | 1,09            | 26.396             | 24.217                    |
| Bạch Mai    | 0,51            | 28.948             | 56.761                    |
| Đồng Nhân   | 0,30            | 18.109             | 60.363                    |
| Đồng Tâm    | 0,51            | 15.133             | 29.673                    |
| Lê Đại Hành | 0,86            | 9.167              | 10.659                    |
| Minh Khai   | 0,47            | 19.607             | 41.717                    |

| Tên          | Diện tích (km²) | Dân số (người)2022 | Mật độ dân số (người/km²) |
| ------------ | --------------- | ------------------ | ------------------------- |
| Nguyễn Du    | 0,52            | 10.078             | 19.381                    |
| Phạm Đình Hổ | 0,48            | 12.962             | 27.004                    |
| Phố Huế      | 0,20            | 11.391             | 56.955                    |
| Quỳnh Mai    | 0,16            | 14.308             | 89.425                    |
| Thanh Lương  | 1,62            | 23.038             | 14.221                    |
| Thanh Nhàn   | 0,77            | 22.899             | 29.739                    |
| Trương Định  | 0,52            | 18.856             | 36.262                    |
| Vĩnh Tuy     | 1,59            | 39.122             | 24.605                    |

## Đường phố
- 8-3
- Bà Triệu
- Bạch Đằng
- Bạch Mai
- Bùi Ngọc Dương
- Bùi Thị Xuân
- Cảm Hội
- Cao Đạt
- Chùa Quỳnh
- Chùa Vua
- Đại Cồ Việt
- Đại La
- Đỗ Hành
- Đỗ Ngọc Du
- Đoàn Trần Nghiệp
- Đội Cung
- Đống Mác
- Đồng Nhân
- Dương Văn Bé
- Giải Phóng
- Hàn Thuyên
- Hàng Chuối
- Hồ Xuân Hương
- Hoa Lư
- Hòa Mã
- Hoàng Mai
- Hồng Mai
- Huế
- Hương Viên
- Kim Ngưu
- Lạc Nghiệp
- Lạc Trung
- Lãng Yên
- Lê Đại Hành
- Lê Duẩn
- Lê Gia Đỉnh
- Lê Ngọc Hân
- Lê Quý Đôn
- Lê Thanh Nghị
- Lê Văn Hưu
- Liên Trì
- Lò Đúc
- Lương Yên
- Mạc Thị Bưởi
- Mai Hắc Đế
- Minh Khai
- Ngô Thì Nhậm
- Nguyễn An Ninh
- Nguyễn Bỉnh Khiêm
- Nguyễn Cao
- Nguyễn Công Trứ
- Nguyễn Đình Chiểu
- Nguyễn Du
- Nguyễn Gia Thiều
- Nguyễn Hiền
- Nguyễn Huy Tự
- Nguyễn Khoái
- Nguyễn Quyền
- Nguyễn Thượng Hiền
- Nguyễn Trung Ngạn
- Nguyễn Văn Viên
- Phạm Đình Hổ
- Phan Huy Chú
- Phù Đổng Thiên Vương
- Phùng Khắc Khoan
- Quang Trung
- Quỳnh Lôi
- Quỳnh Mai
- Tạ Quang Bửu
- Tam Trinh
- Tăng Bạt Hổ
- Tây Kết
- Thái Phiên
- Thanh Nhàn
- Thể Giao
- Thi Sách
- Thiền Quang
- Thịnh Yên
- Thọ Lão
- Tô Hiến Thành
- Trần Bình Trọng
- Trần Cao Vân
- Trần Đại Nghĩa
- Trần Hưng Đạo
- Trần Khánh Dư
- Trần Khát Chân
- Trần Nhân Tông
- Trần Thánh Tông
- Trần Xuân Soạn
- Triệu Việt Vương
- Trương Định
- Tuệ Tĩnh
- Tương Mai
- Vân Đồn
- Vạn Kiếp
- Vĩnh Tuy
- Võ Thị Sáu
- Vọng
- Vũ Hữu Lợi
- Yên Bái
- Yên Lạc
- Yec Xanh
- Yết Kiêu

## Giáo dục
Các trường Đại học và Trường THPT, Trung học cơ sở nằm trên địa bàn quận.

### Các trường Đại học
- Trường Đại học Kinh tế - Kỹ thuật Công nghiệp
- Đại học Bách Khoa Hà Nội
- Trường Đại học Xây dựng Hà Nội
- Đại học Kinh tế Quốc dân
- Trường Đại học Mở Hà Nội
- Trường Đại học Dân lập Phương Đông
- Trường Đại học Kinh doanh & Công nghệ Hà Nội

### Các trường trung học phổ thông
- Thpt Thăng Long (công lập)
- Thpt Trần Nhân Tông (công lập)
- Thpt Đoàn Kết - Hai Bà Trưng (công lập)
- Thpt Hồng Hà (dân lập)
- Thpt Hoàng Diệu (Dân lập)
- Thpt Đông Kinh (Tư thục)
- Thpt Vinschool (dân lập)

### Trung học cơ sở
- PTCS Nguyễn Đình Chiểu (công lập)
- Trung học cơ sở Lê Ngọc Hân (công lập)
- Trung học cơ sở Quỳnh Mai (công lập)
- Trung học cơ sở Tây Sơn (công lập)
- Trung học cơ sở Đoàn Kết (công lập)
- Trung học cơ sở Ngô Quyền (công lập)
- Trung học cơ sở Hà Huy Tập (công lập)
- Trung học cơ sở Minh Khai (công lập)
- Trung học cơ sở Ngô Gia Tự (công lập)
- Trung học cơ sở Tô Hoàng (công lập)
- Trung học cơ sở Thanh Lương (công lập)
- Trung học cơ sở Nguyễn Phong Sắc (công lập)
- Trung học cơ sở Trưng Nhị (công lập)
- Trung học cơ sở Vĩnh Tuy (công lập)
- Trung học cơ sở Hai Bà Trưng (công lập)
- Trung học cơ sở Vinschool (dân lập)

## Hạ tầng
Các phường phía nam quận Hai Bà Trưng là những nơi có những khu tập thể được xây dựng từ thập kỷ 60 của thế kỷ 20 như khu tập thể Nguyễn Công Trứ, khu tập thể Quỳnh Mai, khu tập thể Trương Định, khu tập thể Bách Khoa...
Các dự án đường sắt đi qua địa bàn quận gồm: tuyến số 1 (Ngọc Hồi - Yên Viên), tuyến số 2 (Nội Bài - Thượng Đình), tuyến số 3 (Trôi - Nhổn - Hoàng Mai); trong đó tuyến số 3 đoạn Ga Hà Nội - Hoàng Mai (một phần của tuyến Trôi - Nhổn - Hoàng Mai) và tuyến số 1 hiện đang được đầu tư xây dựng.

### Hệ thống xe buýt

#### Điểm đầu cuối và trung chuyển:
- Công viên Thống Nhất (11, 40, 43, 52A, 52B)
- Times City (45, 55A, 159, E08)
- Đại học Kinh tế Quốc dân (47B)
- Nguyễn Công Trứ (23)
- Đại học Bách khoa (31)

#### Các tuyến xe buýt hoạt động:
| Tuyến xe buýt                                             | Ghi chú                                                    | Lộ trình trong khu vực quận Hai Bà Trưng |
| --------------------------------------------------------- | ---------------------------------------------------------- | --- |
| 01(Bến xe Gia Lâm - Bến xe Yên Nghĩa)                     |                                                            | Chiều đi:... - Lê Duẩn -... Chiều về:... - Nguyễn Thượng Hiền - Yết Kiêu -... |
| 02(Bác Cổ - Bến xe Yên Nghĩa)                             |                                                            | ... - Trần Hưng Đạo -... |
| 3A(Bến xe Giáp Bát - Bến xe Gia Lâm)                      |                                                            | Chiều đi:... - Giải Phóng - Lê Duẩn - Trần Nhân Tông - Trần Bình Trọng -... Chiều về:... - Lê Duẩn - Giải Phóng -... |
| 3B(Bến xe Nước Ngầm - Giang Biên)                         |                                                            | ... - Giải Phóng -... - Đại La - Minh Khai -... |
| 04(Long Biên - Bệnh Viện Nội Tiết TW CS2)                 |                                                            | Chiều đi:... - Tăng Bạt Hổ - Yersin - Lò Đúc - Kim Ngưu - Tam Trinh -... Chiều về:... - Tam Trinh - Kim Ngưu - Lò Đúc -... |
| 08A(Long Biên - Đông Mỹ)                                  | Hoạt động Thứ 2 đến 18:00 Thứ 6 hàng tuần                  | Chiều đi:... - Bà Triệu - Lê Đại Hành - Đại Cồ Việt - Bạch Mai - Lê Thanh Nghị - Trần Đại Nghĩa - Đại La -... - Giải Phóng -... Chiều về:... - Giải Phóng -... - Đại La - Trần Đại Nghĩa - Lê Thanh Nghị - Bạch Mai - Phố Huế -... |
| 08ACT(Long Biên - Đông Mỹ)                                | Hoạt động 18:00 Thứ 6 đến Chủ nhật (tránh tuyến phố đi bộ) | Chiều đi:... - Bà Triệu - Lê Đại Hành - Đại Cồ Việt - Bạch Mai - Lê Thanh Nghị - Trần Đại Nghĩa - Đại La -... - Giải Phóng -... Chiều về:... - Giải Phóng -... - Đại La - Trần Đại Nghĩa - Lê Thanh Nghị - Bạch Mai - Phố Huế -... |
| 08B(Long Biên - Vạn Phúc)                                 |                                                            | Chiều đi:... - Lê Duẩn - Giải Phóng -... Chiều về:... - Giải Phóng - Lê Duẩn - Nguyễn Thượng Hiền - Yết Kiêu -... |
| 09B(Bờ Hồ - Bến xe Mỹ Đình)                               | Hoạt động Thứ 2 đến 18:00 Thứ 6 hàng tuần                  | Chiều đi:... - Hồ Xuân Hương - Nguyễn Bỉnh Khiêm - Trần Nhân Tông - Lê Duẩn -... Chiều về:... - Lê Duẩn - Trần Nhân Tông - Quang Trung - Nguyễn Du -... |
| 09BCT(Trần Khánh Dư - Bến xe Mỹ Đình)                     | Hoạt động 18:00 Thứ 6 đến Chủ nhật (tránh tuyến phố đi bộ) | Chiều đi:... - Hồ Xuân Hương - Nguyễn Bỉnh Khiêm - Trần Nhân Tông - Quang Trung - Nguyễn Du - Lê Duẩn -... Chiều về:... - Lê Duẩn - Nguyễn Thượng Hiền - Trần Bình Trọng - Nguyễn Du -... |
| 11(Công viên Thống Nhất - HVNN Việt Nam)                  | Hoạt động Thứ 2 đến 18:00 Thứ 6 hàng tuần                  | Chiều đi: Công viên Thống Nhất - Trần Nhân Tông - Quang Trung -... Chiều về:... - Lê Duẩn - Trần Nhân Tông - Công viên Thống Nhất |
| 11CT(Công viên Thống Nhất - HVNN Việt Nam)                | Hoạt động 18:00 Thứ 6 đến Chủ nhật (tránh tuyến phố đi bộ) | Chiều đi: Công viên Thống Nhất (cạnh Rạp xiếc Trung ương) - Trần Nhân Tông - Trần Bình Trọng - Nguyễn Du - Quang Trung -... Chiều về:... - Lê Duẩn - Trần Nhân Tông - Công viên Thống Nhất (cạnh Rạp xiếc Trung ương) |
| 16(Bến xe Mỹ Đình - Bến xe Nước Ngầm)                     |                                                            | ... - Giải Phóng -... |
| 19(Trần Khánh Dư - Học viện Chính sách và Phát triển)     |                                                            | ... - Trần Khánh Dư - Nguyễn Khoái - Nguyễn Văn Viên - Minh Khai - Đại La -... |
| 21A(Bến xe Giáp Bát - Bến xe Yên Nghĩa)                   |                                                            | ... - Giải Phóng -... |
| 21B(Duyên Thái - Bến xe Mỹ Đình)                          |                                                            | ... - Giải Phóng -... |
| 23(Nguyễn Công Trứ - Nguyễn Công Trứ)                     |                                                            | Chiều đi: Bãi đỗ xe Nguyễn Công Trứ - Nguyễn Công Trứ - Phố Huế - Tuệ Tĩnh - Bà Triệu - Lê Đại Hành - Hoa Lư - Tạ Quang Bửu - Lê Thanh Nghị - Giải Phóng -... - Hàn Thuyên - Lê Văn Hưu - Ngô Thì Nhậm - Bãi đỗ xe Nguyễn Công Trứ Chiều về: Bãi đỗ xe Nguyễn Công Trứ - Nguyễn Công Trứ - Lò Đúc -... - Giải Phóng - Lê Thanh Nghị - Tạ Quang Bửu - Đại Cồ Việt - Hoa Lư - Thái Phiên - Phố Huế - Nguyễn Công Trứ - Bãi đỗ xe Nguyễn Công Trứ |
| 24(Long Biên - Cầu Giấy)                                  |                                                            | ... - Trần Khánh Dư - Nguyễn Khoái - Minh Khai - Đại La -... |
| 25(Bến xe Giáp Bát - Bệnh viện Bệnh nhiệt đới TƯ cơ sở 2) |                                                            | ... - Giải Phóng -... |
| 26(Mai Động - SVĐ Quốc gia Mỹ Đình)                       |                                                            | Chiều đi:... - Tam Trinh - Kim Ngưu - Thanh Nhàn - Lê Thanh Nghị - Giải Phóng -... Chiều về:... - Đại Cồ Việt - Trần Đại Nghĩa - Lê Thanh Nghị - Thanh Nhàn - Kim Ngưu - Tam Trinh -... |
| 28(Bến xe Nước Ngầm - Đại học Mỏ)                         |                                                            | ... Giải Phóng -... |
| 30(KĐT Gamuda - Bến xe Mỹ Đình)                           | Hoạt động Thứ 2 đến 18:00 Thứ 6 hàng tuần                  | Chiều đi:... - Tam Trinh - Kim Ngưu - Lò Đúc - Trần Xuân Soạn - Trần Nhân Tông - Lê Duẩn -... Chiều về:... - Lê Duẩn - Trần Nhân Tông - Trần Xuân Soạn - Ngô Thì Nhậm - Nguyễn Công Trứ - Lò Đúc - Kim Ngưu - Tam Trinh -... |
| 30(KĐT Gamuda - Bến xe Mỹ Đình)                           | Hoạt động 18:00 Thứ 6 đến Chủ nhật (tránh tuyến phố đi bộ) | Chiều đi:... - Tam Trinh - Kim Ngưu - Lò Đúc - Trần Xuân Soạn - Trần Nhân Tông - Quang Trung - Nguyễn Du - Lê Duẩn -... Chiều về:... - Lê Duẩn - Trần Nhân Tông - Trần Bình Trọng - Nguyễn Du - Bà Triệu - Trần Nhân Tông - Trần Xuân Soạn - Ngô Thì Nhậm - Nguyễn Công Trứ - Lò Đúc - Kim Ngưu - Tam Trinh -... |
| 31(Bách Khoa - Đại học Mỏ)                                |                                                            | Chiều đi: Đại học Bách khoa - Trần Đại Nghĩa - Lê Thanh Nghị - Tạ Quang Bửu - Đại Cồ Việt - Phố Huế -... Chiều về:... - Bà Triệu - Đại Cồ Việt - Tạ Quang Bửu - Lê Thanh Nghị - Trần Đại Nghĩa - Đại học Bách khoa |
| 32(Nhổn - Bến xe Giáp Bát)                                |                                                            | Chiều đi:... - Giải Phóng - Lê Duẩn - Trần Nhân Tông - Trần Bình Trọng -... Chiều về:... - Lê Duẩn - Giải Phóng -... |
| 35A(Trần Khánh Dư - Bến xe Nam Thăng Long)                |                                                            | Chiều đi:... - Bà Triệu - Đại Cồ Việt -... Chiều về:... - Đại Cồ Việt - Phố Huế -... |
| 36(Yên Phụ - Linh Đàm)                                    |                                                            | Chiều đi:... - Bà Triệu - Lê Đại Hành - Đại Cồ Việt - Bạch Mai - Trương Định... Chiều về: Trương Định - Bạch Mai - Phố Huế -... |
| 38(Nam Thăng Long - Mai Động)                             |                                                            | Chiều đi:... - Bà Triệu - Lê Đại Hành - Đại Cồ Việt - Bạch Mai - Minh Khai - Tam Trinh -... Chiều về:... - Tam Trinh - Minh Khai - Bạch Mai - Phố Huế - Trần Nhân Tông - Quang Trung -... |
| 40(Công viên Thống Nhất - Văn Lâm)                        | Hoạt động Thứ 2 đến 18:00 Thứ 6 hàng tuần                  | Chiều đi: Công viên Thống Nhất - Trần Nhân Tông - Quang Trung -... - Trần Khánh Dư - Nguyễn Khoái -... Chiều về:... - Nguyễn Khoái - Trần Khánh Dư - Trần Hưng Đạo -... - Lê Duẩn - Trần Nhân Tông - Công viên Thống Nhất |
| 40CT(Công viên Thống Nhất - Văn Lâm)                      | Hoạt động 18:00 Thứ 6 đến Chủ nhật (tránh tuyến phố đi bộ) | Chiều đi: Công viên Thống Nhất (cạnh Rạp xiếc Trung ương) - Trần Nhân Tông - Trần Bình Trọng - Nguyễn Du - Quang Trung -... - Trần Khánh Dư - Nguyễn Khoái -... Chiều về:... - Nguyễn Khoái - Trần Khánh Dư - Trần Hưng Đạo -... - Lê Duẩn - Trần Nhân Tông - Công viên Thống Nhất (cạnh Rạp xiếc Trung ương) |
| 41(Nam Thăng Long - Bến xe Giáp Bát)                      |                                                            | Chiều đi:... - Lê Duẩn - Giải Phóng -... Chiều về:... - Giải Phóng - Lê Duẩn - Trần Nhân Tông - Trần Bình Trọng - Nguyễn Du - Lê Duẩn -... |
| 42(Bến xe Giáp Bát - Trung Màu)                           |                                                            | Chiều đi:... - Tam Trinh - Kim Ngưu - Lò Đúc - Yersin - Trần Thánh Tông - Trần Hưng Đạo -... Chiều về:... - Trần Hưng Đạo - Tăng Bạt Hổ - Yersin - Lò Đúc - Kim Ngưu - Tam Trinh -... |
| 43(Công viên Thống Nhất - Đông Anh)                       | Hoạt động Thứ 2 đến 18:00 Thứ 6 hàng tuần                  | Chiều đi: Công viên Thống Nhất - Trần Nhân Tông - Quang Trung -... Chiều về:... - Lê Duẩn - Trần Nhân Tông - Công viên Thống Nhất |
| 43CT(Công viên Thống Nhất - Đông Anh)                     | Hoạt động 18:00 Thứ 6 đến Chủ nhật (tránh tuyến phố đi bộ) | Chiều đi: Công viên Thống Nhất (cạnh Rạp xiếc Trung ương) - Trần Nhân Tông - Trần Bình Trọng - Nguyễn Du - Quang Trung -... Chiều về:... - Trần Bình Trọng - Trần Nhân Tông - Công viên Thống Nhất (cạnh Rạp xiếc Trung ương) |
| 45(Times City - Nam Thăng Long)                           |                                                            | Times City - Minh Khai - Nguyễn Khoái - Trần Khánh Dư - Trần Hưng Đạo -... |
| 47B(Đại học Kinh tế Quốc dân - Kiêu Kỵ)                   |                                                            | Chiều đi: Đại học Kinh tế Quốc dân - Trần Đại Nghĩa - Đại La - Phố Vọng - Giải Phóng - Lê Thanh Nghị - Thanh Nhàn - Kim Ngưu - Minh Khai -... Chiều về:... - Minh Khai - Kim Ngưu - Thanh Nhàn - Lê Thanh Nghị - Trần Đại Nghĩa - Đại học Kinh tế Quốc dân |
| 48(Bến xe Nước Ngầm - Phúc Lợi)                           |                                                            | ... - Nguyễn Khoái - Trần Khánh Dư -... |
| 49(Trần Khánh Dư - Nhổn)                                  |                                                            | ... - Trần Hưng Đạo -... |
| 51(Bến xe Gia Lâm - Trần Vỹ)                              |                                                            | ... - Trần Khánh Dư - Nguyễn Khoái - Minh Khai - Lạc Trung - Thanh Nhàn - Võ Thị Sáu - Trần Khát Chân - Đại Cồ Việt -... |
| 52A(Công viên Thống Nhất - Lệ Chi)                        | Hoạt động Thứ 2 đến 18:00 Thứ 6 hàng tuần                  | Chiều đi: Công viên Thống Nhất - Trần Nhân Tông - Bà Triệu - Lê Đại Hành - Đại Cồ Việt - Bạch Mai - Minh Khai -... Chiều về:... - Minh Khai - Bạch Mai - Phố Huế - Trần Nhân Tông - Công viên Thống Nhất |
| 52ACT(Công viên Thống Nhất - Lệ Chi)                      | Hoạt động 18:00 Thứ 6 đến Chủ nhật (tránh tuyến phố đi bộ) | Chiều đi: Công viên Thống Nhất (cạnh Rạp xiếc Trung ương) - Trần Nhân Tông - Trần Bình Trọng - Nguyễn Du - Bà Triệu - Lê Đại Hành - Đại Cồ Việt - Bạch Mai - Minh Khai -... Chiều về:... - Minh Khai - Bạch Mai - Phố Huế - Nguyễn Du - Trần Bình Trọng - Trần Nhân Tông - Công viên Thống Nhất (cạnh Rạp xiếc Trung ương) |
| 52B(Công viên Thống Nhất - Đặng Xá)                       | Hoạt động Thứ 2 đến 18:00 Thứ 6 hàng tuần                  | Chiều đi: Công viên Thống Nhất - Trần Nhân Tông - Bà Triệu - Lê Đại Hành - Đại Cồ Việt - Bạch Mai - Minh Khai -... Chiều về:... - Minh Khai - Bạch Mai - Phố Huế - Trần Nhân Tông - Công viên Thống Nhất |
| 52BCT(Công viên Thống Nhất - Đặng Xá)                     | Hoạt động 18:00 Thứ 6 đến Chủ nhật (tránh tuyến phố đi bộ) | Chiều đi: Công viên Thống Nhất - Trần Nhân Tông - Trần Bình Trọng - Nguyễn Du - Bà Triệu - Lê Đại Hành - Đại Cồ Việt - Bạch Mai - Minh Khai -... Chiều về:... - Minh Khai - Bạch Mai - Phố Huế - Nguyễn Du - Trần Bình Trọng - Trần Nhân Tông - Công viên Thống Nhất (cạnh Rạp xiếc Trung ương) |
| 55A(Times City - Cầu Giấy)                                |                                                            | Times City - Minh Khai - Nguyễn Khoái -... |
| 55B(TTTM AeonMALL Long Biên - Cầu Giấy)                   |                                                            | ... - Nguyễn Khoái - Trần Khánh Dư -... |
| 86(Ga Hà Nội - Sân bay Nội Bài)                           | Hoạt động Thứ 2 đến 18:00 Thứ 6 hàng tuần                  | ... - Nguyễn Du -... |
| 86CT(Ga Hà Nội - Sân bay Nội Bài)                         | Hoạt động 18:00 Thứ 6 đến Chủ nhật (tránh tuyến phố đi bộ) | ... - Nguyễn Du -... |
| 99(Kim Mã - Ngũ Hiệp Thanh Trì)                           |                                                            | Chiều đi: ... - Giải Phóng -... - Phố Vọng - Nguyễn An Ninh -... Chiều về:... - Trần Đại Nghĩa - Đại La - Phố Vọng - Giải Phóng -... |
| 142(Nam Thăng Long - Vincom Long Biên)                    |                                                            | ... - Giải Phóng - Đại La - Minh Khai -... |
| 144(Đại học Mỏ - Trần Khánh Dư)                           |                                                            | ... - Đại Cồ Việt - Trần Khát Chân - Nguyễn Khoái - Trần Khánh Dư -... |
| 146(Hào Nam - Khu liên cơ quan Sở ngành Hà Nội - Hào Nam) |                                                            | ... - Lò Đúc - Trần Khát Chân - Bạch Mai - Lê Thanh Nghị - Giải Phóng -... |
| 158(Bến xe Yên Nghĩa - Khu đô thị Đặng Xá)                |                                                            | ... - Tam Trinh - Minh Khai -... |
| 159(BV Nhiệt đới TW CS2 - Times City)                     |                                                            | Chiều đi:... - Bà Triệu - Lê Đại Hành - Đại Cồ Việt - Trần Khát Chân - Võ Thị Sáu - Thanh Nhàn - Kim Ngưu - Minh Khai - Times City Chiều về: Times City - Minh Khai - Kim Ngưu - Thanh Nhàn - Võ Thị Sáu - Trần Khát Chân - Phố Huế -... |
| E01(Bến xe Mỹ Đình - Vinhomes Ocean Park)                 |                                                            | ... - Đại La - Minh Khai -... |
| E03(Cầu Diễn - Vinhomes Ocean Park)                       |                                                            | ... - Đại Cồ Việt - Bạch Mai - Minh Khai -... |
| E04(Vinhomes Smart City - Vincom Long Biên)               |                                                            | ... - Đại La - Minh Khai -... |
| E08(Khu liên cơ quan Sở ngành Hà Nội - Times City)        |                                                            | ... - Giải Phóng - Đại La - Minh Khai - Times City |

### Khu đô thị
Hiện nay, trên địa bàn quận Hai Bà Trưng đã và đang hình thành một số khu đô thị mới như khu đô thị Đầm Trấu (phường Bạch Đằng), khu đô thị cao cấp Times City, khu đô thị Green Pearl 378 Minh Khai (đều nằm trên địa bàn phường Vĩnh Tuy)...

### Danh nhân
- Chiến sĩ cộng sản Nguyễn Phong Sắc, người làng Bạch Mai (nay là số nhà 152 phố Bạch Mai, phường Cầu Dền).